# Oncocnemis columbia
Oncocnemis columbia är en fjärilsart som beskrevs av Mcdunnough 1922. Oncocnemis columbia ingår i släktet Oncocnemis och familjen nattflyn. Inga underarter finns listade i Catalogue of Life.